# Obreros Unidos
Obreros Unidos (en tagalo: Nagkaisa, lit. 'unidos'; en inglés: Nagkaisa Labor Coalition, lit. 'Coalición Obrera Unida') es una red socialista democrática de organizaciones laboristas en Filipinas. Es la alianza obrera más grande en la historia laborista del país.
Ha estado en primera línea para exigir abolición de la práctica de empleo por contrato a corto plazo, comenzada durante la administración de Ferdinand Marcos, que ha aumentado la precariedad laboral del proletariado filipino. Ha opuesto la militarización de escuelas y lugares de trabajo, y ha condenado la criminalización del acto de organizar o afiliarse a un sindicato, algo que es una derecho constitucional.
Se ha considerado como el experimento más exitoso de la década de 2010 de unir la clase obrera al nivel nacional y atravesando sectores. Ha revivificado el activismo laboral y el sentido de agencia en circunstancias muy difíciles y muchas veces peligrosas.